# Кукулінна
Ку́кулінна (ест. Kukulinna küla) — село в Естонії, у волості Тарту повіту Тартумаа.

## Населення
Чисельність населення на 31 грудня 2011 року становила 48 осіб.

## Пам'ятки
- Миза Кукулінна (Kukulinna mõis)

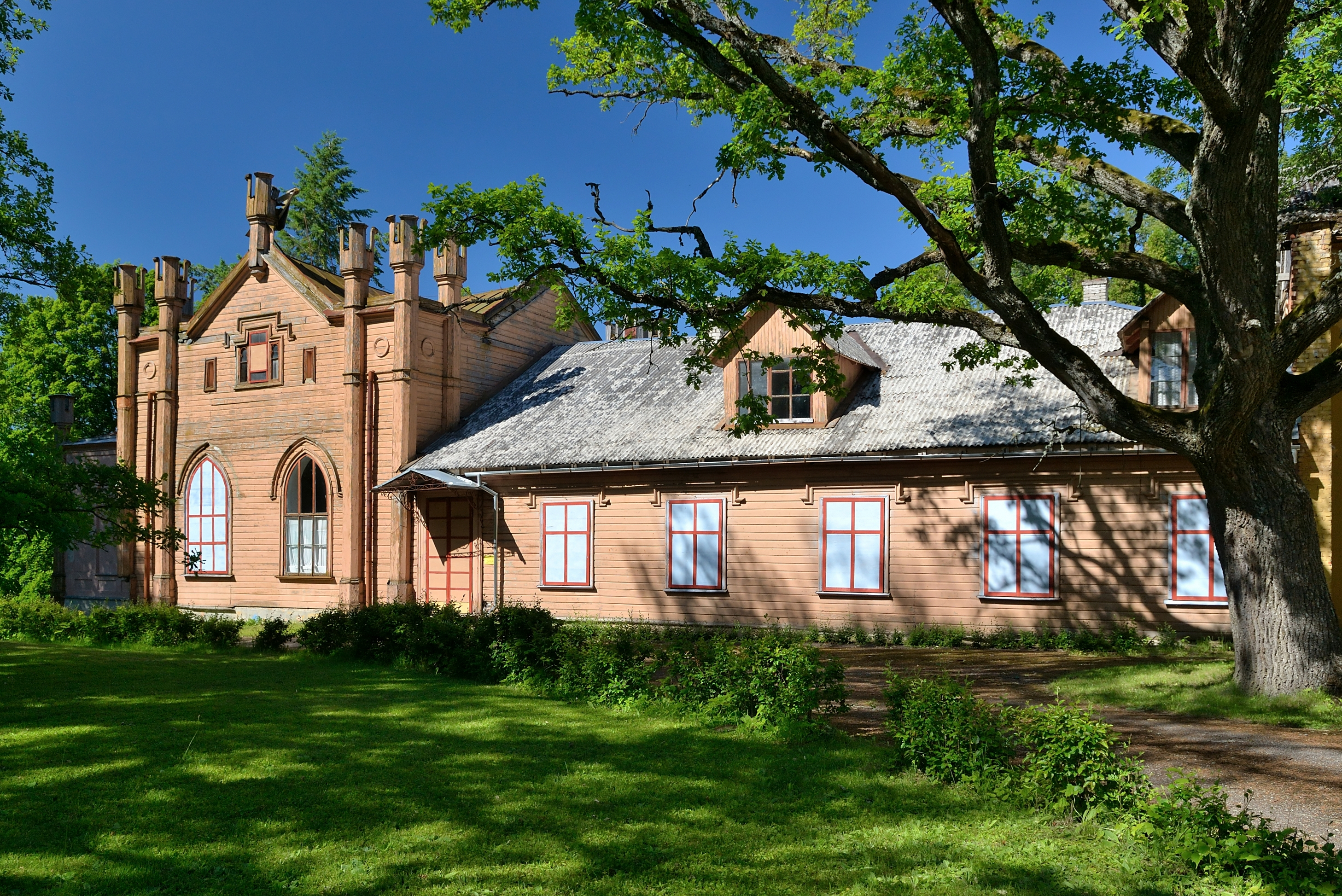
Головна будівля мизи